# Paolo Ramat
Paolo Ramat (Firenze, 3 agosto 1936) è un glottologo italiano, uno dei più importanti studiosi europei di tipologia linguistica.

## Biografia
Figlio del critico letterario e partigiano Raffaello Ramat e fratello del poeta Silvio Ramat, si è laureato in Glottologia all'Università di Firenze nel 1958, dove ebbe come maestri il linguista Giacomo Devoto, Giovanni Pugliese Carratelli e Alessandro Setti.
Professore ordinario di Filologia Germanica alle Università di Cagliari (1968-1971) e Pavia (1971-1974), è stato Direttore dell'Istituto di Lingue e Letterature straniere dell'Università di Cagliari (1968-1971) e dell'Istituto di Germanistica dell'Università di Pavia (1971-1974). Dal 1974 al 2007 è stato ordinario di Glottologia all'Università di Pavia, dove dal 1974 al 1985 è stato Direttore dell'Istituto di Glottologia, dal 1989 al 1991 del Dipartimento di Scienze dell'Antichità e dal 1994 al 2002 dei Dipartimento di Linguistica.
Nel 2006 ha ottenuto la laurea 'honoris causa' all'Università di Erfurt (Germania).
Dal 2007 al 2009, data del suo pensionamento, è stato professore ordinario di Linguistica presso lo IUSS (Istituto Universitario di Studi Superiori) di Pavia, dove è stato Responsabile per il comitato scientifico della classe delle Scienze Umane dal 2006 al 2009 e Direttore del Centro di Ricerca LETiSS: Lingue d'Europa: Tipologia, Storia e Sociolinguistica, dal 2008 al 2013.
È stato coordinatore responsabile del Dottorato Internazionale di Ricerca in Linguistica, in cooperazione con le Università di Erfurt e Berlino (Freie Universität) dal 2003 al 2007 nonché fondatore, nel 1983, e, a più riprese, coordinatore responsabile del Dottorato di Ricerca in Linguistica dell'Università di Pavia (con Università di Bergamo, Università di Cagliari, Università di Torino e Libera Università di Bolzano come sedi consorziate). 
Ha tenuto corsi, seminari dottorali e conferenze in numerose università e centri di ricerca in Europa e Stati Uniti. Ha rivestito molti incarichi prestigiosi in istituzioni italiane e straniere: membro del Comitato Esecutivo della Societas Linguistica Europaea dal 1984 al 1986 e Presidente della stessa società dal 1994 al 1995; Presidente della Società di Linguistica Italiana dal 1973 al 1977; membro del consiglio direttivo della Società Italiana di Glottologia dal 1985 al 1987 e dal 1989 al 1990 e Presidente della stessa società dal 1988 al 1989); membro dello Scientific Advisory Committee per il programma EUROTYP fondato dalla European Science Foundation dal 1990 al 1994); membro del comitato per le Scienze Umane del Consiglio Nazionale delle Ricerche dal 1994 al 1998 e presidente dello stesso comitato dal 1995 al 1998; membro del Comitato Esecutivo dell'Association for Linguistic Typology (ALT) dal 1999 al 2001. È socio corrispondente dell'Accademia dei LIncei (classe di Scienze Morali, Storiche e Filologiche) ed Honorary Member della SLE (Societas Linguistica Europaea). 
È membro del comitato redazionale di numerose riviste scientifiche, italiane e straniere, ed è stato per molti anni condirettore del prestigioso “Archivio glottologico italiano”.
Tra i suoi interessi di ricerca si ricordano la linguistica storica, la linguistica indoeuropea e la tipologia linguistica, che ha introdotto per primo in Italia.
Ha pubblicato numerosi lavori scientifici in varie lingue, soprattutto dedicati alla linguistica storica e alla tipologia linguistica. Diversi suoi articoli sono scritti in collaborazione con suoi allievi e allieve.
I suoi libri dedicati alla tipologia linguistica (La tipologia linguistica, Il Mulino, 1976; Linguistica tipologica, Il Mulino, 1984, tradotto in diverse lingue) rimangono testi di riferimento fondamentali per la disciplina in Italia.
Sua moglie è la linguista Anna Giacalone Ramat.

## Pensiero linguistico
La riflessione teorica su temi di linguistica generale di Paolo Ramat, cui lo studioso è approdato dopo aver frequentato le branche dell’indoeuropesitica e della germanistica, poggia su due capisaldi. Da un lato, è ferma la convinzione che la linguistica non possa e non debba essere o diventare una scienza dura, dal momento che, come ogni altra disciplina che rientri nelle cosiddette scienze umane, essa deve necessariamente prendere in considerazione variabili come la storia, la cultura, le tradizioni, giù giù fino alle singole scelte dei singoli individui, sicché la complessità insita nella scienza linguistica è in certo senso lo stesso tipo di complessità che permea la realtà che pretende di spiegare. Ciò del resto permette – a differenza di quanto accade nelle scienze dure – la compresenza di più paradigmi esplicativi. La linguistica andrà pertanto definita non già come una 'protoscienza' (così secondo Gilles-Gaston Granger e Gilbert Lazard, da Ramat più volte chiosati e commentati), ma piuttosto, con icastico gioco di parole, come una 'scienza non-così-dura'.
D’altro canto, il magistero linguistico di Paolo Ramat ha sempre avuto quale fine ultimo quello di permetterci di capire meglio la natura e il funzionamento degli esseri umani, tramite il riconoscimento e la spiegazione della diversità, linguistica e non solo, che ne caratterizza le comunità e le società.
Dunque, pur prediligendo il quadro di lavoro tipologico-funzionalista, per Ramat la tipologia non è di per sé una teoria generale del linguaggio, anche se presuppone una teoria generale del linguaggio, ma è un potente strumento euristico in grado non soltanto di offrire spiegazioni a posteriori dei fatti linguistici, ma anche, per esempio nella fattispecie della teoria della grammaticalizzazione, di fornire previsioni plausibili di natura probabilistica.

## Opere principali
- Il Frisone. Introduzione allo studio della filologia frisone. Sansoni, Firenze 1967, pp. 226. [Traduzione tedesca: Das Friesische. Eine sprachliche und kulturgeschichtliche Einführung. 2. deutsche umgearb. Aufl. Innsbruck 1976, 197 pp. ('IBS' 14)].
- Grammatica dell'antico sassone. Mursia, Milano 1968, pp. viii+230.
- Einführung in das Germanische. M. Niemeyer, Tübingen 1980 ('Linguistische Arbeiten' 95). [Versione italiana ampliata: Introduzione alla linguistica germanica. Il Mulino, Bologna 1986].
- Linguistica tipologica. Il Mulino, Bologna 1984 ('SLS' 21), pp. 266. [Traduzione francese parziale (=capp. I-V): Typologie linguistique. Presses Universitaires de France, Paris 1985. Traduzione inglese: Linguistic Typology. Mouton De Gruyter, Berlin - New York - Amsterdam 1987 ('EALT' 1)].
- (con Giuliano Bernini) La frase negativa nelle lingue d'Europa. Il Mulino, Bologna 1992, pp. 291. [Traduzione inglese: Negative Sentences in the Languages of Europe. A Typological Approach. Mouton de Gruyter, Berlin - New York 1996, pp. xiii + 274 (‘EALT’ 16)].
- (con Davide Ricca) "Sentence adverbs in the languages of Europe", in J. van der Auwera (ed.), Adverbial Constructions in the Languages of Europe, Mouton de Gruyter, Berlin - New York 1998, pp. 187-285.
- Pagine linguistiche. Scritti di linguistica storica e tipologica. Editore Laterza, Roma - Bari, 2005, pp. viii + 258.
- Editor (con Elisa Roma), Europe and the Mediterranean as linguistic areas. Convergencies from a historical and typological perspective. J. Benjamins Publ. Comp. Amsterdam / Philadelphia 2007
- Editor (con Emanuele Miola), Language Contact and Language Decay. Socio-political and linguistic perspectives. IUSS Press, Pavia 2011.
- Editor (con Emanuele Miola), Language across Languages: New Perspectives on Translation. Cambridge Scholars Publishing. Cambridge 2015.
- (con Anna Giacalone Ramat) Scripta linguistica minora. FrancoAngeli, Milano 2016, pp. 366.